# ハワイアンで聴くモーニング娘。シングルコレクション
ハワイアンで聴くモーニング娘。シングルコレクションは2002年7月10日にzetimaレーベルから発売されたコラボレーションユニット高木ブーとモーニング娘。・ココナッツ娘。・藤本美貴・石井リカのカバー・アルバム。
モーニング娘。の楽曲がハワイアン風にアレンジされている。

## 収録曲
全作詞・作曲：つんく、全編曲：米光亮（特記以外）
1. ハッピーサマーウェディング（ハワイアン Version）
  - 高木ブー・モーニング娘。
2. 恋愛レボリューション21（ハワイアン Version）
  - 高木ブー・モーニング娘。・ココナッツ娘。・藤本美貴・石井リカ
3. LOVEマシーン（ハワイアン Version）
  - 高木ブー・飯田圭織・安倍なつみ・保田圭・矢口真里・後藤真希・石川梨華・吉澤ひとみ・辻希美・加護亜依
4. 真夏の光線（ハワイアン Version）
  - ココナッツ娘。・藤本美貴・石井リカ
5. ザ☆ピ〜ス!（ハワイアン Version）
  - 高木ブー・モーニング娘。・ココナッツ娘。・藤本美貴・石井リカ
6. 恋のダンスサイト（ハワイアン Version）
  - 高木ブー・高橋愛・紺野あさ美・小川麻琴・新垣里沙・ココナッツ娘。・藤本美貴・石井リカ
7. I WISH（ハワイアン Version）
  - 高木ブー・保田圭・後藤真希・石川梨華・吉澤ひとみ・加護亜依
8. サマーナイトタウン（ハワイアン Version）
  - 高木ブー・飯田圭織・安倍なつみ・保田圭・矢口真里
9. モーニングコーヒー（ハワイアン Version）
  - 高木ブー・飯田圭織・安倍なつみ
10. Mr.Moonlight 〜愛のビッグバンド〜（ハワイアン Version）
  - 高木ブー・安倍なつみ・後藤真希・吉澤ひとみ・ココナッツ娘。・藤本美貴・石井リカ
11. ふるさと（ハワイアン・アルバム Version）
  - 高木ブー・モーニング娘。・ココナッツ娘。・藤本美貴・石井リカ
12. モーニング娘。シングルメドレー 〜ハワイアン〜
編曲：米光亮＆宮本賢二
  - 高木ブー・モーニング娘。・ココナッツ娘。・藤本美貴・石井リカ

## 参加ミュージシャン
- 米光亮 - シンセサイザープログラミング,ウクレレ,ギター
- 宮本賢二 - シンセサイザープログラミング(#12)
- 渡嘉敷祐一 - ドラムス
- 石川雅春 - ドラムス
- 高水健司 - ウッドベース
- 山田秀俊 - ピアノ
- 松宮幹彦 - ウクレレ
- ノグチタケヒコ - ハワイアンスティール
- 鈴木俊介 - ハワイアンスティール(#12)
- 広谷順子 - コーラス
- 原田真理子 - コーラス